# Acton Vale
Acton Vale is een stad (ville) in de Canadese provincie Québec. De stad is in 1862 opgericht en heeft 7664 inwoners (peildatum 2011). In de regio liggen de steden Saint-Théodore d'Acton, Upton, Sainte-Christine en Roxton.
"La Pensée de Bagot" is de gemeentelijke krant.

## Onderwijs
De stad heeft vijf scholen onder de leiding van schoolcommissaris Jacques Favreau.
- School Sacré-Coeur (kleuterschool)
- School Saint-André (basisschool)
- School Roger-Labrèque (basisschool)
- School Robert-Ouimet (voortgezet onderwijs)
- Opleidingscentrum voor volwassenen

## Lijst van burgemeesters
- Éric Charbonneau (2009 - )
- Juliette Dupuis (2005 - 2009)
- Maurice Coutu (2001-2005)
- Anatole Bergeron (1993-2001)
- Gaston Gigère (????-1993)
- Roger Labrèque (1974-1986)
- Henri Boisvert (1966-1974)
- J.Edmour Gagnon (1963-1966)
- Lucien Désautels (1962-1963)
- Roger Labrèque (1948-1962)
- J.W. Cantin (1942-1948)
- J. Antonio Leclerc (1940-1942)
- Dr Philippe Adam (1934-1940)
- Ernest Boisvert (1932-1933)
- Auray Fontaine (1928-1932)
- Ernest Boisvert (1926-1928)
- Auray Fontaine (1924-1926)
- Dr. Léon Gauthier (1922-1924)
- J.E. Marcile (1918-1922)
- Dr. F.H. Daigneault (1916-1918)
- Charles Viens (1915-1916)
- David Lemay (1914-1915)
- Dr. F.H. Daigneault (1905-1914)
- Pierre Guertin (1902-1905)
- Georges Deslandes (1901-1902)
- J.E. Marcile (1900-1901)
- Milton McDonald (1897-1900)
- Auguste Dalpé (1896-1897)
- Alfred St-Amour (1895-1896)
- Pierre Guertin (1893-1895)
- Alfred St-Amour (1891-1893)
- Charles Roscony (1881-1891)
- N.H Dubois (1880-1881)
- Charles Roscony (1872-1880)
- Jérémie Morrier (1870-1872)
- J.A. Cushing (1868-1870)
- Charles F. McCallum (1866-1868)
- Jérémie Morrier (1864-1866)
- A.H. Dubrule (1863-1864)
- J.A. Cushing (1861-1863)

## Godsdienst
De stad van Acton Vale telt verscheidene plaatsen van verering;
- Rooms-katholieke kerk
- Kerk Doopsgezinde Evangelist
- De Anglicaan van de kerk
- Zaal van het Koninkrijk